# 丹尼洛夫卡区 (伏尔加格勒州)
丹尼洛夫卡区（俄语：Даниловский район）是俄罗斯联邦伏尔加格勒州下辖的一个区，其行政中心为丹尼洛夫卡。据2016年统计，该区的人口为15051人。